# Jagodnjak
Jagodnjak (srp. ćir. Јагодњак; mađ. Kácsfalu; njem. Katschfeld), je mjesto i općina u Hrvatskoj.

## Zemljopis
Jagodnjak (mađ. Kácsfalu, narodski Kačvala ili Kačvola, srp. Јагодњак) – naselje (selo) u Baranji, najveće u istoimenoj općini (i ujedno sjedište te općine) Osječko-baranjske županije, Hrvatska.
Jagodnjak je smješten u zapadnom dijelu Baranje na velikom i plodnom zemljištu, u mikroregiji Baranjske nizine Istočnohrvatske ravnice, 25 km sjeverozapadno od grada Osijeka te 17 km (cestom) južno od grada Belog Manastira, na nadmorskoj visini od 90 m (po Korenčiću: 86 m). Površina naselja: 59,16 km², a općine 105 km².
Dijelovi naselja su zaseoci (koji uglavnom više ne postoje): Bajmok, Bikaš, Brešće, Brod, Brod-Pusta(ra), Čemin, Deonice, Grablje, Karaš, Mali Jagodnjak, Milina, Pjeskovi, Projina Međa, Rit, Staro Selo, Šakarine (kod Feldbauera Šakarin), Trbićeva Ada i Zornice (kod Korenčića i Feldbauera Zornica). Ostala naselja u općini su: Bolman, Majške Međe i Novi Bolman.
Naselje Jagodnjak nalazi se na županijskoj cesti Ž4041 (D517 – Bolman – Novi Bolman – Jagodnjak – Novi Čeminac – Uglješ – Švajcarnica /D7/).
Godine 2001. u sastavu Općine Jagodnjak bilo je i naselje Novi Čeminac, ali je ono 2002. "prešlo" u Općinu Čeminac. Zato podaci prema popisu iz 2001. godine o broju stanovnika (2537) i površini (116,99 km²) Općine Jagodnjak uključuju i naselje Novi Čeminac.

## Stanovništvo
Po popisu stanovništva iz 2001. godine, općina Jagodnjak imala je 2147 stanovnika, raspoređenih u 4 naselja:
- Bolman – 450
- Jagodnjak – 1469
- Majške Međe – 99
- Novi Bolman – 129

Općina Jagodnjak (uključujući i naselje Novi Čeminac) imala je 2001. godine 2537 stanovnika (žena 52,4 %, muškaraca 47,6 %) u 940 domaćinstava. Prosječka gustoća naseljenosti 22 st./km2.
Naselje Jagodnjak imalo je 2001. godine 1469 stanovnika (žena 52,6 %, muškaraca 47,4 %) te 557 domaćinstava. Prosječna gustoća naseljenosti iznosi 24 st./km². 
Broj stanovnika u posljednjih 150 godina kretao se ovako: 
2167 (1857. g.), 2212 (1869. g.), 2064 (1880. g.), 2282 (1890. g.), 2280 (1900. g.), 2462 (1910. g.), 2381 (1921. g.), 2624 (1931. g.), 2706 (1948. g.), 2678 (1953. g.), 2967 (1961), 2348 (1971. g.), 2259 (1981), 1951 (1991). 
Narodnosni sastav Općine Jagodnjak 2001: 
- Srbi (64,72 %)
- Hrvati (26,65 %)
- Mađari (2,88 %)
- Romi (1,18 %)
- Nijemci (0,55 %)
- Bošnjaci (0,08 %)
- Makedonci (0,08 %)
- Crnogorci (0,04 %)
- Česi (0,04 %)
- Rusi (0,04 %)
- Ukrajinci (0,04 %)
- Rumunji (0,02 %)
- Slovenci (0,02 %)
- ostali (0,04 %)
- nije se izjasnilo (2,92 %)
- 0,34 % nepoznato (ukupno: 100 %).

Stanovništvo Općine Jagodnjak 2001. prema maternjem jeziku: srpski govori 50,22 % stanovnika, hrvatski (46,16 %), mađarski (1,62 %), rumunjski (0,16 %), romski (0,79 %), hrvatskosrpski (0,32 %), srpskohrvatski (0,08 %), makedonski (0,08 %), njemački (0,08 %), bošnjački (0,04 %), češki (0,04 %), poljski (0,04 %), ruski (0,04 %), slovenski (0,2 %) i 0,13 % nepoznato (ukupno: 100 %).
Stanovništvo Općine Jagodnjak 2001. prema vjeroispovijesti: Srpska pravoslavna crkva (63,74 %), katolici (29,76 %), ostale pravoslavne crkve (2,64 %), islam (0,12 %), Makedonska pravoslavna crkva (0,08 %), Jehovini svjedoci (0,20 %), kalvinistička crkva (0,20 %), ostale vjere (0,12 %), agnostici (3,00 %) i 0,14 % nepoznato (ukupno: 100 %).
| broj stanovnika | 3665  | 4076  | 3722  | 4119  | 4555  | 4750  | 4090  | 4835  | 4811  | 4702  | 5091  | 4388  | 3886  | 3602  | 2537  | 2023  | 1500  |
|                 | 1857. | 1869. | 1880. | 1890. | 1900. | 1910. | 1921. | 1931. | 1948. | 1953. | 1961. | 1971. | 1981. | 1991. | 2001. | 2011. | 2021. |

| broj stanovnika | 2167  | 2212  | 2064  | 2282  | 2280  | 2462  | 2381  | 2624  | 2706  | 2678  | 2967  | 2348  | 2259  | 1951  | 1469  | 1299  | 990   |
|                 | 1857. | 1869. | 1880. | 1890. | 1900. | 1910. | 1921. | 1931. | 1948. | 1953. | 1961. | 1971. | 1981. | 1991. | 2001. | 2011. | 2021. |

## Povijest
Današnji službeni naziv naselje je dobilo 1922. godine po jednoj rudini koja i danas postoji u gruntovnici, a zove se Jagodnjak. Pored tog službenog naziva još uvijek je u upotrebi (naročito kod starijeg stanovništva, uglavnom starosjedilačkog) naziv Kačvala ili Kačvola. Taj naziv nastao je od mađarskog službenog naziva Kácsfalu, a u toku svoje dugogodišnje povijesti naselje je više puta mijenjalo nazive. Prvi put se spominje 1323. godine pod nazivom Terra Kaach. Kasnije mijenja naziv u Kachfalua, potom u Kachfalwa i Kacsfala. Nakon dolaska Srba u to naselje 1690. godine mjesto dobiva neslužbeni naziv Kačvala. Pod tim nazivom selo se vodilo u crkvenoj administraciji Srpske mitropolije u Srijemskim Karlovcima i u administraciji Budimske eparhije.
Stanovnik Jagodnjaka je Jagodnjačanin, a stanovnica je Jagodnjačanka. Jagodnjačani se često nazivaju i Kačvolcima, a Jagodnjačanke Kačvolkušama prema starom (danas narodskom) nazivu – Kačvola. Od tog starog naziva izveden je i ktetik kačvolski.
Mađarski naziv je složenica: Kács (tur. Gač – bježi, spašava se) + mađ. falu (selo). Ponekad se tvrdi da prvi dio složenice potječe od mađ. kacsa (patka) te da naziv u Kács'falu znači Pačje selo.
Od 1323. godine, kad se naselje prvi put spominje, pa do 1687. godine, kad se Baranja konačno oslobađa Turaka, promijenilo se nekoliko vlasnika na tom imanju (obitelj Čemenji, Nikola Gorjanski, obitelj Matučinaj), da bi poslije haršanjske bitke bilo u okviru darđanskog vlastelinstva predano obitelji Veterani. Godine 1785. posjed grofova Kazimira i Karla Eszterhazyja.
Godine 1591. tu žive Mađari. Sredinom XVII. stoljeća selo je bilo naseljeno pretežito srpskim stanovništvom, čiji se broj povećao dolaskom  Čarnojevićevih Srba. Nakon Rákóczyjevog ustanka izbjeglo se stanovništvo vraća. Po popisu iz 1711. godine u selu živi 27 obitelji, od kojih je 21 doseljena iz Slavonije, a nakon isteka poreznih olakšica napuštaju naselje i sele se u mjesto gdje će vjerojatno imati nove privilegije. Tridesetih godina XVIII. vijeka doseljavaju se njemačke obitelji katoličke i luteranske vjere. Po popisu iz 1751. godine u naselju ima 80 pravoslavnih domova, 1787. selo ima 34 duše rimokatoličke vjere (hrvatske i njemačke narodnosti) i 1244 duše pravoslavne vjere (nesjedinjene grčke vjere te iliričke i grčke narodnosti), 1846. u selu živi 1030 stanovnika pravoslavne vjere, 1900. u 194 doma broj pravoslavnih stanovnika se povećava na 1148, a po podatcima iz 1905. u mjestu ima 467 domova, od toga su 202 pravoslavna s 1128 članova, a ostalo stanovništvo čine Nijemci i ostali.
Općina Jagodnjak formirana je Zakonom o izmjenama i dopunama Zakona o područjima županija, gradova i općina u Republici Hrvatskoj od 24. IV. 1998. godine. Člankom 14, stav 3, propisano je: Iza općine pod rednim brojem 14. Gorjani, dodaje se pod brojem 15. nova općina pod nazivom: "Jagodnjak" u sastav koje ulaze sljedeća naselja: "Bolman, Jagodnjak, Majške Međe, Novi Bolman" i "Novi Čeminac". 
Zakonom o izmjenama i dopunama Zakona o područjima županija, gradova i općina u Republici Hrvatskoj od 20. VI. 2002. godine naselje Novi Čeminac dodano je Općini Čeminac, a brisano iz sastava Općine Jagodnjak (i to je bila jedina svrha tog Zakona o izmjenama i dopunama Zakona...).

## Gospodarstvo
Gospodarsku osnovu Općine Jagodnjak čine ratarstvo, stočarstvo, proizvodnja stočne hrane, građevinarstvo i trgovina. Feldbauer navodi i vinogradarstvo, no u Općini Jagodnjak vinograda već odavno nema.
Od većih privrednih subjekata u Jagodnjaku postoje Poljoprivredna zadruga "Naše selo" (osnovana 1984. godine; 2004. izgrađeni silosi i mješaonica stočne hrane) i građevinsko poduzeće "Ornatus-Zuber d.o.o.", u Bolmanu Poljoprivredna zadruga Bolman, a u Majškim Međama silosi poduzeća "Fermopromet". Dio poljoprivrednih površina u Općini Jagodnjak obrađuje i PIK "Belje".

## Poznate osobe
- Boško Beuk (pjevač, glazbenik, skladatelj, aranžer, producent, tekstopisac, poeta i kolumnist)
- Drago Horvat KORO (privrednik)
- Drago Barat (slikar i glazbenik)
- Jovan Lazić (revolucionar)
- Stevan Bojanin (profesor Šumarskog fakulteta)
- Svetomir Bojanin (dječji psihijatar)
- Adam Grubor (pedagog)
- József Angster
- Maja Dombi (rukometašica)

## Spomenici i znamenitosti
Zaštićena kulturna dobra:
- Rimokatolička crkva sv. Vendelina
- Parohijska crkva sv. Petra i Pavla, Bolman (kč 1701)
- Parohijska crkva sv. Nikolaja, Jagodnjak (kč 76)

## Kultura
- Bijele lale (pop-grupa)
- Srpsko kulturno društvo "Prosvjeta", pododbor Jagodnjak
- Udruga žena Romsko srce

## Šport
- Aikido-klub Bolman
- NK Bratstvo Jagodnjak
- Nogometni klub "Jovan Lazić" (Bolman)

## Vanjske poveznice
- Službene stranice Općine Jagodnjak
- Osječko-baranjska županija : Jagodnjak
- Portal Hrvatskoga kulturnog vijeća Prilog člana: Slučaj Jagodnjak